# Композиција (пројектни узорак)
Композиција или Састав (енгл. Composite) је објектно-оријентисани пројектни узорак. Припада категорији објектних
узорака структуре. Компонује објекте у структуру стабла (хијерархија целина-део) и омогућава клијентима да униформно третирају индивидуалне објекте и њихове композиције. То се постиже тиме што се јасно дефинишу делови, док се целине (састави) предастављају као делови, али имају улогу контејнера тих делова.

## Честе употребе
Састав има велику примену када је потребно представљати хијерархије целина-део, што се постиже формирањем структуре у облику стабла. Посебно је користан када је потребно да корисници игноришу разлике између целина и делова, односно да их третирају униформно, чиме се корисничке класе подједностављују и олакшавају измене, тестирања и надоградње.

## Учесници
Постоје четири учесника за овај пројектни узорак.

### Компонента
Декларише заједничко понашање за све чворове објектног стабла. То значи да декларише заједнички интерфејс, али могуће је декларисати или имплементирати и приступ деци, као и родитељима, ако их компонента има.

### Лист
Имплементира понашање компоненте и представља примитиван објекат у композицији. Он је заправо лист објектног стабла што значи да нема децу.

### Састав (Композиција)
Представља објекат који имплементира онај део интерфејса за компоненте, који је везан за децу, јер се не ради о листу. Садржи децу компоненте, што значи да је могуће и да један састав буде дете другог састава.

### Корисник
Преко интерфејса компоненте, манипулише објектима стабла.

## Дијаграм класа
Дијаграм класа и пример објектног стабла за пројектни узорак композиција се налази на слици десно. Приказан је преко Обједињеног језика за моделирање.

## Предности и мане
Као што је већ речено, коришћење овог пројектног узорка подједностављује класе корисника, и омогућава лако додавање нових компонената што укључује и нове саставе, не само чворове. Због тога је могућа динамична изградња и мењање комплексних структура у време превођења. Ипак, могући проблем са саставом јесте управо у компоненти - теже је онемогућити додавање одређених компонената стаблу, које не желимо да видимо у њему. Такође, један од могућих проблема делимично везан за претходни јесте везан за појаву у имплементацији да се може доћи до облика Component.addComponent() када је Component заправо лист, што представља грешку, јер не желимо листу да додајемо децу.

## Имплементација
Приликом имплементације овог пројектног узорка, треба водити рачуна многим стварима, поготову оних који се тичу стабла као таквог. Треба имплементирати операције везане за децу или, опционо и родитеље, али водити рачуна приликом случајева када се одређене компоненте могу делити између других компонената. Такође, треба тежити ка максималном интерфејсу за компоненту - пожељно је да клијент буде растерећен тога да ли користи састав или лист. Због тога треба што више операција декларисати у интерфејсу за компоненту. Приликом одабира структуре за компоненте да би складиштиле децу, могуће је користити веома разноврсне структуре - од уланчаних листи, преко стабала, низова и хеш табела.
Испод је дат пример имплементације градитеља на програмском језику Јава, преузет са сајта који се може наћи на спољашњим линковима. Класе су, наравно, посебни фајлови и потребно је укључити одговарајуће пакете, али су овде приказани на једном месту.
```
//Klasa koja predstavlja Komponentu objektnog stabla

public
 
abstract
 
class
 
Component
 
{
 

      
private
 
String
 
name
;

      
public
 
Component
(
String
 
name
)
 
{
 

          
this
.
name
 
=
 
name
;

      
}
 

      
public
 
abstract
 
String
 
operation
;
     

      
public
 
String
 
getName

 
{
 

          
return
 
name
;

      
}
 

      
//Default implementacija za operacije koje barataju decom

      
public
 
boolean
 
add
(
Component
 
child
)
 
{
  
//Po default-u, vraca false

          
return
 
false
;

      
}
 

      
public
 
Iterator
<
Component
>
 
iterator

 
{
  
// null iterator

          
return
 
Collections
.
<
Component
>
emptyIterator
;

      
}
 

}
 

//Klasa koja predstavlja List

public
 
class
 
Leaf
 
extends
 
Component
 
{
 

      
public
 
Leaf
(
String
 
name
)
 
{
 

          
super
(
name
);

      
}
 

      
public
 
String
 
operation

 
{
 

          
return
 
getName
;

      
}
 

}
 

//Klasa koja predstavlja Kompoziciju

public
 
class
 
Composite
 
extends
 
Component
 
{
 

      
private
 
List
<
Component
>
 
children
 
=
 
new
 
ArrayList
<
Component
>
;

     

      
public
 
Composite
(
String
 
name
)
 
{
 

          
super
(
name
);

      
}

      
public
 
String
 
operation

 
{
 

          
Iterator
<
Component
>
 
it
 
=
 
children
.
iterator
;

          
String
 
str
 
=
 
getName
;

          
Component
 
child
;

          
while
 
(
it
.
hasNext
)
 
{
 

              
child
 
=
 
it
.
next
;

              
str
 
+=
 
child
.
operation
;

          
}
 

          
return
 
str
;

      
}
 

      
//Treba "pregaziti" (override) default operacije

      
@Override

      
public
 
boolean
 
add
(
Component
 
child
)
 
{
 

          
return
 
children
.
add
(
child
);

      
}
 

      
@Override

      
public
 
Iterator
<
Component
>
 
iterator

 
{
 

          
return
 
children
.
iterator
;

      
}
 

}

```